# Johan Christian Moberg

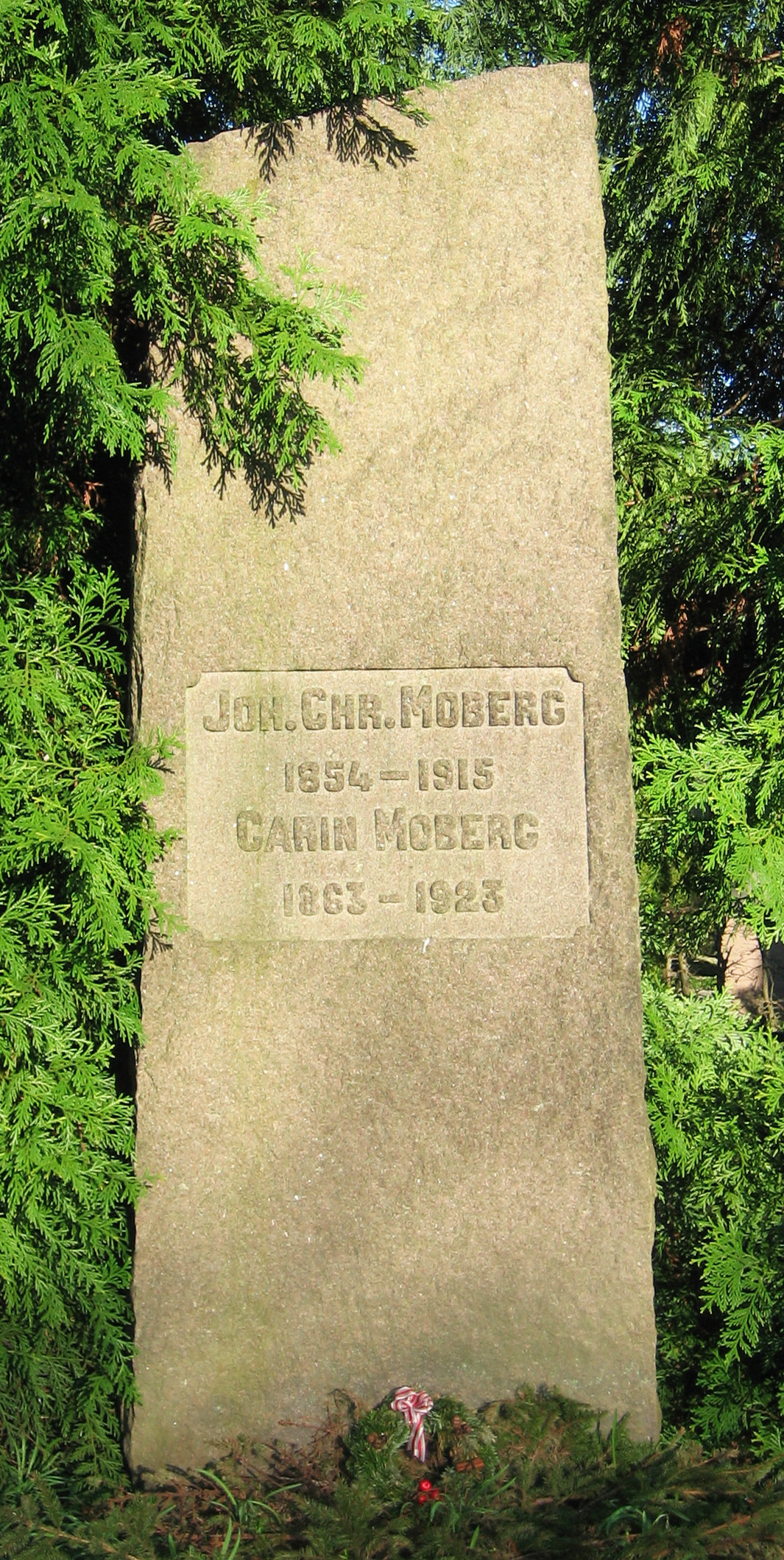
Johan Christian Mobergs gravsten på Norra kyrkogården i Lund.

Johan Christian Moberg, född 11 februari 1854 i Solberga socken, Malmöhus län, död 30 december 1915 i Lunds domkyrkoförsamling, var en svensk paleontolog och geolog.

## Biografi
Johan Christian Moberg var son till trädgårdsmästaren Johan Henrik Moberg och Johanna Christiansdotter. Moberg avlade studentexamen i Malmö 1873, filosofie doktor vid Lunds universitet 1884, docent 1885 och professor i geologi och mineralogi där 1900. Under vintrarna 1884–87 förestod han paleontologbefattningen vid Sveriges geologiska undersökning (SGU) samt deltog 1882–96 i dess fältarbeten. Han företog flera in- och utländska studieresor samt utgav många avhandlingar och uppsatser av paleontologisk-stratigrafiskt innehåll, berörande kambrium, ordovicium, silur, äldre jura och kritsystemen.
Moberg utförde, delvis tillsammans med andra, flera noggranna undersökningar över kambrisk-siluriska systemets fauna och zonindelning, vilka publicerades i Geologiska föreningens förhandlingar, i Lunds universitets årsskrift och i SGU:s publikationer. Geologisk vägvisare inom Fågelsångstrakten (1896) anger läget och den geologiska åldern av de punkter inom nämnda område, öster om Lund, där kambrisk-siluriska bildningar anträffats. Om lias i sydöstra Skåne (Vetenskapsakademiens handlingar, ny följd, band 22, n:o 6) utgör en monografisk bearbetning av nämnda formation, liksom Cephalopoderna i Sveriges kritsystem (SGU, serie C, n:o 63 och n:o 73) lämnar en utförlig beskrivning över bläckfiskarna, särskilt belemniterna, samt dessas stratigrafiska betydelse för det skånska kritsystemets zonindelning. Han författade Beskrifning till kartbladet Sandhammaren (SGU, serie Aa, n:o 110) och lämnade även många andra viktiga bidrag till flera av SGU:s kartbladsbeskrivningar.
Han författade även arbeten på det mineralogiska och petrografiska området: Bidrag till kännedomen om Steenstrupin och Untersuchungen über die Grunsteine des westlichen Blekinge und der angrenzenden Theile Schonens. Till Internationella geologkongressen i Stockholm 1910 författade han guider för exkursionerna inom Skånes silurområden (i Geologiska föreningens förhandlingar 1910) samt en historisk-stratigrafisk översikt av Sveriges silur (i SGU, serie C, n:o 229, 1911).
Han blev ledamot av Fysiografiska sällskapet i Lund 1897, av Vetenskapsakademien 1911 och hedersledamot av Dansk geologisk forening samma år. Han var hedersordförande i Lunds geologiska fältklubb, som han grundade 1892.
Moberg ligger begravd på Norra kyrkogården i Lund.
Moberg var gift med Carin Andersson från Långaröd, dotter till bränneriägaren Anders Andersson och Maria Nilsdotter. Dottern Hanna var gift med Gustaf Troedsson och mor till Tryggve Troedsson.